# 권아름
권아름(1996년 7월 10일 ~ )은 대한민국의 배우이다.

## 드라마
- 2020년 웹드라마 《좋아요가 밥 먹여줍니다》 - 한예원 역
- 2022년 TVING 《나를 사랑하지 않는 X에게》 - 세진 역
- 2022년 tvN 《미씽: 그들이 있었다 2》 - 양은희 역
- 2022년 MyVidio 《날아올라라, 나비》
- 2023년 MBC 《조선 변호사》 - 영실 역
- 2023년 웹드라마 《라스트 택시》 - 수희 역
- 2023년 웹드라마 《마녀상점 리오픈》 - 유은하 역
- 2023년 SBS 《국민사형투표》 - 주민 역
- 2023년 MBC 《열녀박씨 계약결혼뎐》 - 유하나 역
- 2023년 프라임 비디오 《내 남자는 큐피드》- 소희 역
- 2025년 JTBC 《에스콰이어 : 변호사를 꿈꾸는 변호사들》 - 한설아 역
- 2025년 KBS2 《마지막 썸머》

## 영화
- 2023년 《신체모음.zip》 - 다희 역

## 뮤직비디오
- 2019년 임한별 - 넌 나의 전부
- 2020년 노을 - 너의 곁에만 맴돌아
- 2020년 나얼 - 서로를 위한 것

## 수상 목록
- 2023년 SBS 연기대상 여자 신인상

## 광고
- 2020년 이랜드 - 로엠
- 2020년 오렌즈 - 오렌즈
- 2020년 아지르
- 2022년 하이트진로 - 매화수